# Devenilia disparata
Devenilia disparata är en fjärilsart som beskrevs av Otto Staudinger 1897. Devenilia disparata ingår i släktet Devenilia och familjen mätare. Inga underarter finns listade i Catalogue of Life.